# جماعة ما

حزب كومينتانغ السماء الزرقاء مع علم الشمس الأبيض الذي استخدمه شيباي سان ما

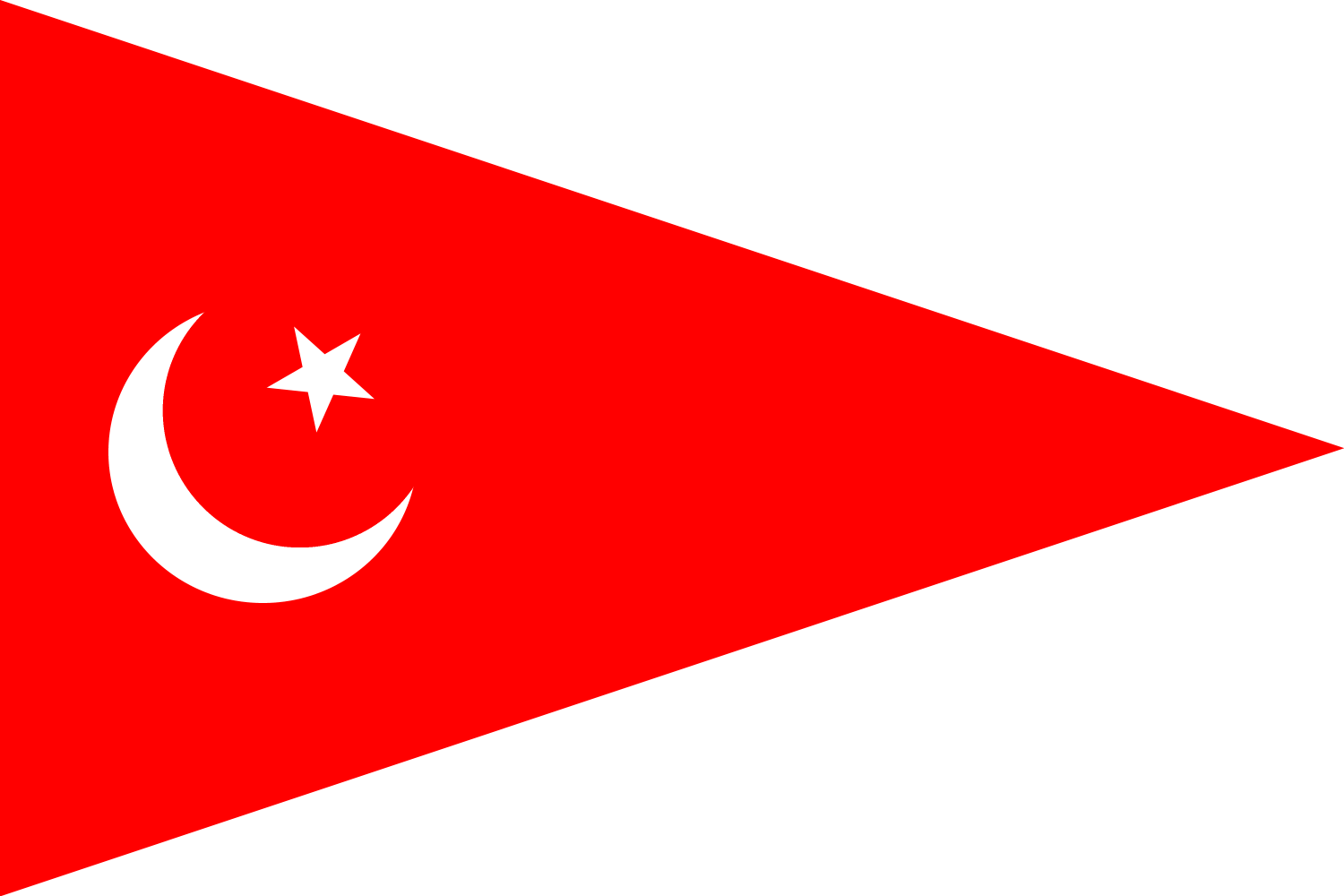
يُزعم أن عائلة "ما" استخدمت العلم في نينغشيا وتشينغهاي وقانسو.

جماعة ما أو أمراء الحرب لعائلة ما هو اسم جماعي لمجموعة من أمراء الحرب من الهوي (المسلمين الصينيين) في شمال غرب الصين الذين حكموا مقاطعات تشينغهاي وقانسو ونينغشيا الصينية لمدة 10 سنوات من عام 1919 حتى عام 1928. بعد انهيار أسرة تشينغ في عام 1912، أصبحت المنطقة تحت سيطرة أمراء الحرب المسلمين الصينيين بقيادة ما تشي حتى عززت الحملة الشمالية لجمهورية الصين سيطرتها المركزية في عام 1928.
كانت هناك ثلاث عائلات في جماعة ما (" 馬 / 马") ما وتعني «الحصان»، كونها ترجمة مشتركة للهوي للاسم الإسلامي الشائع «محمد»)، وسيطر كل منهم على التوالي على 3 مناطق، قانسو وتشينغهاي ونينغشيا. كان الأعضاء الثلاثة الأبرز في الجماعة هم ما بوفانغ وما هونغكوي وما هونغ بين، والمعروفين مجتمعين باسم شيباي سان ما ((بالصينية: 西北三馬)، ثلاثة خيول من الشمال الغربي). بعض الروايات المعاصرة مثل رواية إدغار سنو، وصفت الجماعة بأنها «أربعة ما» (بدلاً من ثلاثة) مضيفة شقيق ما بوفانج ما بوشينغ إلى قائمة كبار أمراء الحرب. ومن بين الشخصيات البارزة الأخرى في الجماعة هم ما أنليانج، وما تشى، وما لين، وما هو شان، وما تشونغ ينغ.

## نشاط جماعة ما

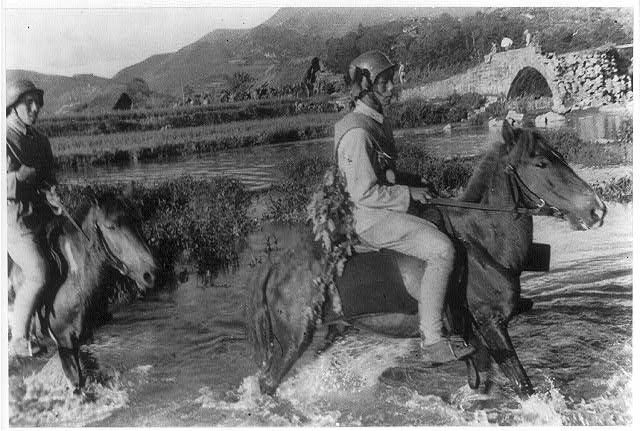
الأسرة المسلمة للجنرال ما بوفانج، مؤيدة للدفاع عن شيانغ، لمحاربة فساد فنغ يوكسيانغ في نورويست

كان جميع أمراء الحرب في جماعة ما جنرالات في جيش جمهورية الصين، الذين سيطروا على كل البر الرئيسي للصين حتى تغلب عليها جيش التحرير الشعبي الشيوعي. بدأت الجماعة انشطتها مع الجنرالات المسلمين الذين خدموا في جيش سلالة تشينغ، وعلى الأخص في جيش كانسو بريفز، الذي قاتل في تمرد الملاكمين ضد القوات الأجنبية الغازية. استمرت خدمتهم من قبل جيلين من أحفادهم.
بعد أن أطاحت ثورة شينهاي بأسرة تشينغ، أعلن جنرالات ما ولائهم لجمهورية الصين. على عكس المغول، رفض مسلمو الهوي الانفصال عن الجمهورية، وسرعان ما استخدم ما تشي سلطاته الدبلوماسية والعسكرية لجعل النبلاء التبتيين والمغول يعترفون بحكومة جمهورية الصين كحكومة مسيطرة، وأرسلوا رسالة إلى الرئيس يوان شيكاي يؤكدون فيها أن تشينغهاي محمية وتابعة للجمهورية. استبدل الشعار «يعيش، يعيش، يعيش، يعيش الإمبراطور الحاكم» بعبارة «تحيا جمهورية الصين» على النقوش. كما وافق ما أنليانغ على الانضمام إلى حكومة جمهورية الصين الجديدة.
عندما استولى الكومينتانغ على السلطة في الحملة الشمالية، أصبح أمراء الحرب لجماعة ما أعضاءاً في حزب الكومينتانغ، وأعيد تسمية جيوشهم على أنها فرق من الجيش الثوري الوطني. تم تغيير اسم جيشهم تحت قيادة الجنرال ما شي إلى الفرقة 26 للجيش الوطني الثوري.
قاد ما تشونغ ينغ الفرقة 36 لحزب الكومينتانغ للقتال ضد الحاكم الموالي للاتحاد السوفيتي لشينجيانغ، جين شورين خلال تمرد كومول، وضد السوفييت أنفسهم خلال الغزو السوفيتي لشينجيانغ. كما سحقت الفرقة السادسة والثلاثون جمهورية تركستان الشرقية الأولى في معركة كاشغر (1934).
في الحرب الصينية التبتية، هزمت قوات جماعة ما بقيادة ما بوفانغ الجيش التبتي. أيضًا خلال فترة تهدئة الكومينتانغ في تشينغهاي شن ما بوفانغ حربًا ضد القبائل التبتية في تشينغهاي لوضعها تحت سيطرته.
خلال الحرب الصينية اليابانية الثانية، قاتلت قوات جماعة ما ضد اليابانيين، قاد ماهونغ بين فيلقه 81 لهزيمة اليابانيين في معركة وويوان. وقد تم إرسال ما بو فانغ وقواته لمهاجمة الجيش الياباني. قبل 40 عامًا، قاتل ما بياو في تمرد الملاكمين ضد تحالف الأمة الثمانية.
أمر الكومينتانغ ما بوفانغ بغزو شينجيانغ في الأربعينيات من القرن الماضي لتخويف قوات الحاكم السوفيتي الموالي شنغ شيتساي والمساعدة في طردها. اشتبكت قوات جماعة ما أيضًا مع قوات جمهورية تركستان الشرقية الثانية خلال تمرد إيلي.

## العائلات الثلاثة لجماعة ما
- كان ما زاناو على رأس الأسرة الأولى. كان لديه ولدان هما ما انليانغ ووما غوليانغ، وكلاهما أصبحا جنرالات من أسرة كينغ. أصبح ما انليانغ فيما بعد جنرالًا في جمهورية الصين. كان لدى ما انليانغ 5 أبناء، 3 منهم غير معروفين. والاثنان الآخران هما ما تنغران وما تنغشيان، الذي أعدمته محكمة الشعب في عام 1962.
- الأسرة الثانية كان يرأسها ما شيانلينغ. كان ما هونغ بين وما هونغكوي أبناء عمومة. آباؤهم، ما فولو (马福 绿) (1854-1900) وما فوشيانغ (1876-1932) جاءوا من قرية يانغشوسهان (阳 注 山) في مدينة هانجي (حاليًا، مقر مقاطعة لينشيا)، وكانا غير أشقاء. كان والد ما فولو وما شيانلينغ هو ما فوشيانغ، وعمل في الأصل تاجرًا ومزارعًا صغيرًا في لينشيا، كان زميلًا لما زهاناو - الذي كان حاكم منطقة لينشيا خلال التمرد الإسلامي العظيم في ستينيات القرن التاسع عشر - وذهب إلى جانب حكومة تشينغ في عام 1872 مع ما زهاناو نفسه؛ كافأته الحكومة ونجح في عمله، وأنجب أربعة أبناء من زوجاته الثلاث.[5] كان ما زهاناو والدًا لأمراء حرب آخرين من جماعة ما وهما ما أنليانغ وما غوليانغ.[6][7] كان لدى ما شيانلينغ أيضًا العديد من أبناء أخيه الذين ماتوا في تمرد ثورة الملاكمين.
- بدأ ما هايان الأسرة الثالثة. كان لديه ولدان، ما تشي وما لين. كان لدى ما تشي ولدان، ما بوتشينغ وما بوفانغ، في الأصل من بلدة مونيغو (漠 泥 沟乡) في مقاطعة لينشيا.[8] كان والدهم، ما تشي (1869-1931)، مقيمًا في شينينغ، ويسيطر على ما يُعرف اليوم بمقاطعة تشينغهاي.

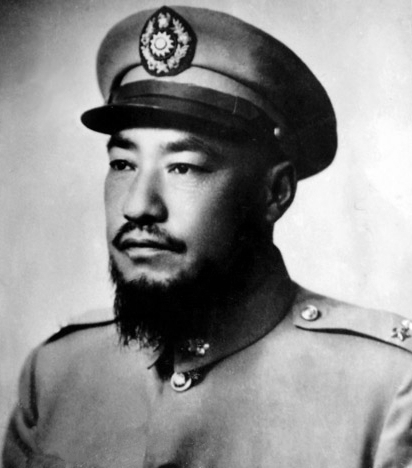
ما بوفانغ
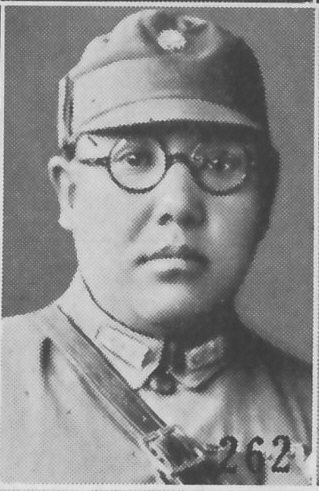
ما هونغكوي
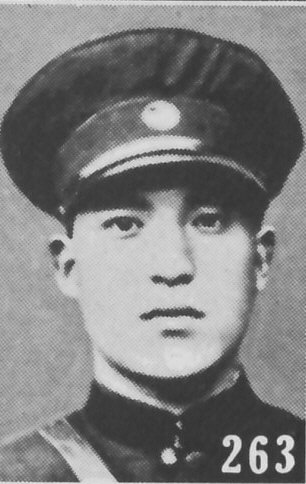
ما تشونغ يينغ
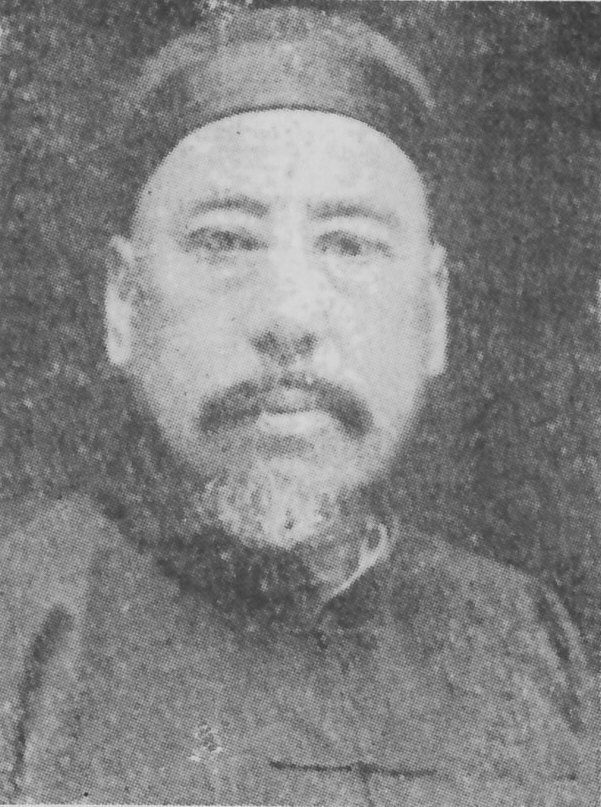
ما لين

## البداية والنهاية لجماعة ما

### الأصل والإنتشار
تعود أصول جماعة ما إلى ضباط سلالة تشينغ الجنرال دونغ فو شيانغ. كان الجنرال ما أنليانج الزعيم الفعلي لمسلمي شمال غرب الصين.
سيطر «الثلاثة (أو الخمسة) ما» على المنطقة خلال عصر أمراء الحرب، وانحازوا أولاً إلى جيش الشعب الوطني ثم إلى الكومينتانغ؛ قاتلوا ضد الجيش الأحمر خلال المسيرة الطويلة كما قاتلوا اليابانيين خلال الحرب الصينية اليابانية الثانية.
سيطرت جماعة ما على مساحات شاسعة من الأراضي في الشمال الغربي، بما في ذلك شينينغ وهيشو.
منحت أسرة تشينغ أسرة ما بوفانج راية حربية باللون الأصفر يحمل اسم عائلته «ما». واصل ما بوفانغ استخدام هذه الراية في المعارك.

### نهاية جماعة ما
قام ما بوفانغ بتجنيد العديد من ضباط سالار من مقاطعة شونهوا في جيشه مثل هان يمو والجنرال هان ياووين.
خلال إحدى الحملات ضد الشيوعيين في الحرب الأهلية، في غانسو وتشينغهاي ونينغشيا، بلغ عدد الجنود المسلمين 31000.
خلال المراحل الأخيرة من الحرب الأهلية الصينية، حاربت جماعة ما إلى جانب الكومينتانغ في تحدٍ حتى قضى الشيوعيون على سلاح الفرسان الخاص بهم واستولوا على غانسو في آب عام 1949، قبل أشهر فقط من تأسيس جمهورية الصين الشعبية. عند وصول القوات الشيوعية، لم يكن لدى ما هونغبين احتمال كبير للفوز وانضم إلى جانب الشيوعيين. تم تعيينه نائبا للرئيس (أعيد تشكيل اسم المنصب فيما بعد وسمي نائب الحاكم) لمقاطعة غانسو.
توفي لاحقًا في لانتشو عام 1960. فر ما هونغكوي مع الكومينتانغ إلى تايوان. واجه اتهامات عديدة من قبل جمهورية الصين وكان كبش فداء في المحاكم الا أنه هاجر لاحقًا إلى الولايات المتحدة، حيث توفي فيها في 14 كانون الثاني من العام 1970.
فر ما بوفانج مع ابنه ما جيوان بطائرة من تشينغهاي إلى تشونغتشينغ، ثم توجه منها نحو هونغ كونغ. في تشرين الأول عام 1949، حثه شيانغ كاي شيك على العودة إلى الشمال الغربي لمقاومة جيش التحرير الشعبي، لكنه اختار الهجرة إلى المملكة العربية السعودية مع أكثر من 200 من الأقارب والمرؤوسين، باسم الحج. عمل لاحقًا كأول سفير لدى المملكة العربية السعودية لجمهورية الصين.
انشق ابن ما لين الأكبر، ما بورونغ والتحق بالشيوعيين بعد عام 1949 وتبرع بعشرة آلاف يوان لدعم القوات الصينية في الحرب الكورية. إضافة لما بورونغ، انشق أيضا أحد ضباط هوي ما تشنغ شيانغ، واسمه ما فوشن馬 輔臣، والتحق بمعسكر الشيوعيين. أصبح نجل ما غووليانغ، ما تنغبين عضوًا في المؤتمر الاستشاري السياسي للشعب الصيني بعد انشقاقه عن الكومينتانغ والتحاقه بالشيوعيين شأنه شأن أقاربه الملتحقين بالشيوعيين.

## قائمة الحروب التي خاضتها جماعة ما
- ثورة دنجان
- ثورة دونجان (1895)
- الحرب الصينية اليابانية الأولى
- ثورة الملاكمين
- ثورة شينهاي
- حرب الحماية الوطنية
- جهاد الكومينتانغ في قانسو (1927-1930)
- تهدئة الكومينتانغ في تشينغهاي
- الحرب الأهلية الصينية
- تمرد كومول
- الحرب الصينية التبتية
- الغزو السوفيتي لسنجان
- حرب شينجيانغ (1937)
- الحرب الصينية اليابانية الثانية
- تمرد ايلي
- تمرد الكومينتانغ الإسلامي (1950-1958)